# Глувківський Андрій Іванович
Андрі́й Іва́нович Глувківський (нар. 12 червня 1894, Сміла — пом. після 20 червня 1927) — військовий і громадський діяч, ад'ютант командира 1-ї гарматної бригади 1-ї Запорозької дивізії Армії УНР; сотник Армії УНР.

## Життєпис
Закінчив гімназію (Сміла, 1914) та Сергіївську артилерійську школу (Одеса). Навчався в Катеринославському гірничому інституті (1914—1915).
На німецькому фронті перебував до липня 1917-го.

Студенти Української господарської академії в Подєбрадах, зліва направо сидять: Архип Кмета, Андрій Глувківський, Євген Ґловінський, Володимир Шевченко і Болеслав Залевський. Стоять: Іван Зварич, Стах Васьківський, Євген Чернявський і Спиридон Довгаль.

У лютому 1920 разом із денікінськими частинами потрапив у польські табори. В липні вступив до української армії. Разом із нею відбув останню воєнну кампанію літа — осені 1920 року. У листопаді 1920 знову опинився в польських таборах, зокрема у Стшалкові. Студентська громада табору Стшалково характеризувала Глувківського «як людину, яка незвичайно багато сил і енергії віддає на користь студ. громади і з національного боку цілком бездоганна», як «зразкового старшину, як під час боїв, так і в звичайних обставинах».
Автор підручника для гарматників «Робота командира батареї на обсерваційному пункті і старшина батареї» (культурно-освітній відділ Запорозької дивізії, т. Стшалково). Здійснив значну кількість виготовлених до друку перекладів із різних питань артилерії. Переклав з німецької праці «Диференційний рахунок» та «Інтегральний рахунок». Учасник 3-го звичайного з'їзду ЦЕСУС у Празі (30 травня 1925).
Навчався на гідротехнічному відділі інженерного факультету Української Господарської академії в Подєбрадах, яку закінчив 20 червня 1927 року.
Автор спогаду «Останній день на рідному терені» — про відступ до Збруча гарматної частини Армії УНР.